# オーストリア・オープン
オーストリア・オープン（Austrian Open）は毎年8月にオーストリアのキッツビュールで開催されるATPツアー250のテニストーナメント。2015年よりゼネラリがタイトルスポンサーを務めている。

## 大会歴代優勝者
| ATPチャレンジャーツアー |
| ATPツアー               |

### シングルス
1974年以後
| 年   | 優勝者                           | 準優勝者                         | スコア                       |
| ---- | -------------------------------- | -------------------------------- | ---------------------------- |
| 2025 | アレクサンダー・ブブリク         | アルトゥール・カゾー             | 6-4, 6-3                     |
| 2024 | マッテオ・ベレッティーニ         | ユーゴ・ガストン                 | 7-5, 6-3                     |
| 2023 | セバスティアン・バエス           | ドミニク・ティーム               | 6-3, 6-1                     |
| 2022 | ロベルト・バウティスタ・アグート | フィリップ・ミソリッチ           | 6-2, 6-2                     |
| 2021 | キャスパー・ルード               | ペドロ・マルティネス             | 6-1, 4-6, 6-3                |
| 2020 | ミオミル・ケツマノビッチ         | ヤニック・ハンフマン             | 6-4, 6-4                     |
| 2019 | ドミニク・ティーム               | アルベルト・ラモス＝ビノラス     | 7-6(7-0), 6-1                |
| 2018 | マルティン・クリザン             | デニス・イストミン               | 6-2, 6-2                     |
| 2017 | フィリップ・コールシュライバー   | ジョアン・ソウザ                 | 6-3, 6-4                     |
| 2016 | パオロ・ロレンツィ               | ニコロズ・バシラシビリ           | 6-3, 6-4                     |
| 2015 | フィリップ・コールシュライバー   | ポール＝アンリ・マチュー         | 2-6, 6-2, 6-2                |
| 2014 | ダビド・ゴファン                 | ドミニク・ティーム               | 4-6, 6-1, 6-3                |
| 2013 | マルセル・グラノリェルス         | フアン・モナコ                   | 0-6, 7-6(7-3), 6-4           |
| 2012 | ロビン・ハーセ                   | フィリップ・コールシュライバー   | 6-7(2-7), 6-3, 6-2           |
| 2011 | ロビン・ハーセ                   | アルベルト・モンタニェス         | 6-4, 4-6, 6-1                |
| 2010 | アンドレアス・セッピ             | ヴィクトル・クリヴォイ           | 6-2, 6-1                     |
| 2009 | ギリェルモ・ガルシア＝ロペス     | ジュリアン・ベネトー             | 3-6, 7-6(7-1), 6-3           |
| 2008 | フアン・マルティン・デル・ポトロ | ユルゲン・メルツァー             | 6-2, 6-1                     |
| 2007 | フアン・モナコ                   | ポティート・スタラーチェ         | 5-7, 6-3, 6-4                |
| 2006 | アグスティン・カレリ             | フアン・イグナシオ・チェラ       | 7-6(11-9), 6-2, 6-3          |
| 2005 | ガストン・ガウディオ             | フェルナンド・ベルダスコ         | 2-6, 6-2, 6-4, 6-4           |
| 2004 | ニコラス・マスー                 | ガストン・ガウディオ             | 7-6(7-3), 6-4                |
| 2003 | ギリェルモ・コリア               | ニコラス・マスー                 | 6-1, 6-4, 6-2                |
| 2002 | アレックス・コレチャ             | フアン・カルロス・フェレーロ     | 6-4, 6-1, 6-3                |
| 2001 | ニコラス・ラペンティ             | アルベルト・コスタ               | 1-6, 6-4, 7-5, 7-5           |
| 2000 | アレックス・コレチャ             | エミリオ・ベンフェル・アルバレス | 6-3, 6-1, 3-0, 途中棄権      |
| 1999 | アルベルト・コスタ               | フェルナンド・ビセンテ           | 7-5, 6-2, 6-7(5-7), 7-6(7-4) |
| 1998 | アルベルト・コスタ               | アンドレア・ガウデンツィ         | 6-2, 1-6, 6-2, 3-6, 6-1      |
| 1997 | フィリップ・デブルフ             | フリアン・アロンソ               | 7-6(7-2), 6-4, 6-1           |
| 1996 | アルベルト・ベラサテギ           | アレックス・コレチャ             | 6-2, 6-4, 6-4                |
| 1995 | アルベルト・コスタ               | トーマス・ムスター               | 4-6, 6-4, 7-6(7-3), 2-6, 6-4 |
| 1994 | ゴラン・イワニセビッチ           | ファブリス・サントロ             | 6-2, 4-6, 4-6, 6-3, 6-2      |
| 1993 | トーマス・ムスター               | ハビエル・サンチェス             | 6-3, 7-5, 6-4                |
| 1992 | ピート・サンプラス               | アルベルト・マンシーニ           | 6-3, 7-5, 6-3                |
| 1991 | カレル・ノバチェク               | マグヌス・グスタフソン           | 7-6(7-2), 7-6(7-4), 6-2      |
| 1990 | オラシオ・デ・ラ・ペーニャ       | カレル・ノバチェク               | 6-4, 7-6, 2-6, 6-2           |
| 1989 | エミリオ・サンチェス             | マルティン・ハイテ               | 7-6, 6-1, 2-6, 6-2           |
| 1988 | ケント・カールソン               | エミリオ・サンチェス             | 6-1, 6-1, 4-6, 4-6, 6-3      |
| 1987 | エミリオ・サンチェス             | ミロスラフ・メチージュ           | 6-4, 6-1, 4-6, 6-1           |
| 1986 | ミロスラフ・メチージュ           | アンドレス・ゴメス               | 6-4, 4-6, 6-1, 2-6, 6-3      |
| 1985 | パベル・スロジル                 | ミヒャエル・ウェストファル       | 7-5, 6-2                     |
| 1984 | ホセ・ヒゲラス                   | ビクトル・ペッチ                 | 7-5, 3-6, 6-1                |
| 1983 | ギリェルモ・ビラス               | アンリ・ルコント                 | 7-6, 4-6, 6-4                |
| 1982 | ギリェルモ・ビラス               | マルコス・オセヴァール           | 7-6, 6-1                     |
| 1981 | ジョン・フィッツジェラルド       | ギリェルモ・ビラス               | 3-6, 6-3, 7-5                |
| 1980 | ギリェルモ・ビラス               | イワン・レンドル                 | 6-3, 6-2, 6-2                |
| 1979 | ビタス・ゲルレイティス           | パベル・スロジル                 | 6-2, 6-2, 6-4                |
| 1978 | クリス・ルイス                   | ヴラディーミル・ツェドニク       | 6-1, 6-4, 6-0                |
| 1977 | ギリェルモ・ビラス               | ヤン・コデシュ                   | 5-7, 6-2, 4-6, 6-3, 6-2      |
| 1976 | マニュエル・オランテス           | ヤン・コデシュ                   | 7-6, 6-2, 7-6                |
| 1975 | アドリアーノ・パナッタ           | ヤン・コデシュ                   | 2-6, 6-2, 7-5, 6-4           |
| 1974 | バラージュ・タロツィ             | オニー・パルン                   | 6-1, 6-4, 6-4                |

### ダブルス
1995年以後
| 年   | 優勝者                                                | 準優勝者                                                          | スコア                  |
| ---- | ----------------------------------------------------- | ----------------------------------------------------------------- | ----------------------- |
| 2020 | オースティン・クライチェク フランコ・シュクゴール     | マルセル・グラノリェルス オラシオ・セバジョス                     | 7-6(7-5), 7-5           |
| 2019 | フィリップ・オズワルド フリップ・ポラセック           | サンダー・ジレ ヨラン・フリーゲン                                 | 6-4, 6-4                |
| 2018 | ロマン・イェバヴィ アンドレ・モルテニ                 | ダニエレ・ブラッチャーリ フェデリコ・デルボニス                   | 6-2, 6-4                |
| 2017 | パブロ・クエバス ギリェルモ・デュラン                 | ハンス・ポドリプニク＝カスティージョ アンドレイ・バシレフスキー   | 6-4, 4-6, [12-10]       |
| 2016 | ヴェスレイ・コールホフ マトウェー・ミッデルコープ     | デニス・ノバク ドミニク・ティエム                                 | 2-6, 6-3, [11-9]        |
| 2015 | ニコラス・アルマグロ カルロス・ベルロク               | ロビン・ハーセ ヘンリ・コンティネン                               | 5-7, 6-3, [11-9]        |
| 2014 | ヘンリ・コンティネン ヤルコ・ニエミネン               | ダニエレ・ブラッチャーリ アンドレイ・ゴルベフ                     | 6-1, 6-4                |
| 2013 | マルティン・エメリッヒ クリストファー・カス           | フランティシェク・チェルマク ルーカス・ドロウヒー                 | 6-4, 6-3                |
| 2012 | フランティシェク・チェルマク ユリアン・ノール         | ダスティン・ブラウン ポール・ハンリー                             | 7-6(7-4), 3-6, [12-10]  |
| 2011 | ダニエレ・ブラッチャーリ サンティアゴ・ゴンサレス     | フランコ・フェレイロ アンドレ・サ                                 | 7-6(7-1), 4-6, [11-9]   |
| 2010 | ダスティン・ブラウン ロヒール・ワッセン               | ハンス・ポドリプニク＝カスティージョ マックス・ラディッチュニッグ | 3-6, 7-5, [10-7]        |
| 2009 | アンドレ・サ マルセロ・メロ                           | アンドレイ・パベル ホリア・テカウ                                 | 6-7(9-11), 6-2, [10-7]  |
| 2008 | ジェームズ・セレターニ ビクトル・ハネスク             | ルーカス・アーノルド・カー オリビエ・ロクス                       | 6-3, 7-5                |
| 2007 | ポティート・スタラーチェ ルイス・オルナ               | トマス・ベーレント クリストファー・カス                           | 7-6(7-4), 7-6(7-5)      |
| 2006 | フィリップ・コールシュライバー ステファン・コウベック | オリバー・マラチ シリル・スーク                                   | 6-2, 6-3                |
| 2005 | アンドレイ・パベル レオシュ・フリエドル               | クリストフ・ロクス オリビエ・ロクス                               | 6-2, 6-7(5-7), 6-0      |
| 2004 | レオシュ・フリエドル フランティシェク・チェルマク     | ルーカス・アーノルド・カー マルティン・ガルシア                   | 6-3, 7-5                |
| 2003 | マルティン・ダム シリル・スーク                       | ユルゲン・メルツァー アレクサンダー・ペヤ                         | 6-4, 6-4                |
| 2002 | ロビー・コーニッグ トーマス嶋田                       | ルーカス・アーノルド・カー アレックス・コレチャ                   | 7-6(7-3), 6-4           |
| 2001 | アレックス・コレチャ ルイス・ロボ                     | シーモン・アスペリン アンドリュー・クラッツマン                   | 6-1, 6-4                |
| 2000 | パブロ・アルバノ シリル・スーク                       | ジョシュア・イーグル アンドリュー・フローレント                   | 6-3, 3-6, 6-3           |
| 1999 | クリス・ハガード ピーター・ナイボルグ                 | アレックス・カラトラバ ドゥシャン・ベミッチ                       | 6-3, 6-7(4-7), 7-6(7-4) |
| 1998 | トム・ケンパース ダニエル・オルサニック               | ジョシュア・イーグル アンドリュー・クラッツマン                   | 6-3, 6-4                |
| 1997 | ウェイン・アーサーズ リチャード・フロムバーグ         | トーマス・ブッフマイヤー トーマス・シュトレングベルガー           | 6-4, 6-3                |
| 1996 | リボル・ピメク バイロン・タルボット                   | デビッド・アダムズ メノ・オースティング                           | 7-6(7-5), 6-3           |
| 1995 | フランシスコ・モンタナ グレッグ・ヴァン・エンバーク   | ホルディ・アレッセ ウェイン・アーサーズ                           | 6-7, 6-3, 7-6           |